# 波叶猪笼草
波叶猪笼草（学名：Nepenthes undulatifolia）是东南苏拉威西省特有的热带食虫植物。其生长于海拔1800米处。其种加词“undulatifolia”指其叶片波浪状的边缘。